# ホセ・バスアルド
ホセ・オラシオ・バスアルド（José Horacio Basualdo、1963年6月20日 - ）は、アルゼンチン・ブエノスアイレス州カンパーナ出身の元サッカー選手、サッカー指導者。ポジションはミッドフィルダー、アルゼンチン代表であった。

## クラブ経歴
アルゼンチンのボカ・ジュニアーズやベレス・サルスフィエルドでプレー、2シーズンの間はドイツに渡りVfBシュトゥットガルトでもプレーした。
ベレスでは1993年のリーグ優勝、1994年にコパ・リベルタドーレス、トヨタカップの優勝に貢献。ボカでもベレス時代のカルロス・ビアンチ監督の下、3回のリーグ優勝や2000年のコパリベルタドーレスカップ、トヨタカップの優勝に貢献した。

## 代表経歴
1989年に代表デビューを果たし、1990年のイタリアワールドカップ、1994年のアメリカワールドカップでプレー、1990年大会では全試合に出場、試合ごとに異なる役割を担った。1994年大会では決勝トーナメント1回戦のルーマニア戦に出場した。1991年、1993年のコパ・アメリカでは優勝を経験。
1989年から1995年までアルゼンチン代表として31試合に出場した。

## 人物
主に右サイドの中盤でプレーし、読みに優れ、攻守の起点となる役割を果たした。少し日本人に似た顔立ちであったことから、スペイン語で日本人を意味するエル・ハポネスというニックネームもあった。

## 代表歴

### 出場大会
- アルゼンチン代表
  - 1990 FIFAワールドカップ (準優勝)
  - 1994 FIFAワールドカップ (ベスト16)

### 試合数
- 国際Aマッチ 31試合 0得点（1989年-1995年）[9]

| アルゼンチン代表 | 国際Aマッチ | 国際Aマッチ |
| 年               | 出場        | 得点        |
| ---------------- | ----------- | ----------- |
| 1989             | 10          | 0           |
| 1990             | 12          | 0           |
| 1991             | 0           | 0           |
| 1992             | 0           | 0           |
| 1993             | 6           | 0           |
| 1994             | 2           | 0           |
| 1995             | 1           | 0           |
| 通算             | 31          | 0           |